# Starrkärrs socken
Starrkärrs socken i Västergötland ingick i Ale härad, ingår sedan 1974 i Ale kommun och motsvarar från 2016 Starrkärrs distrikt. Sockenkyrka är Starrkärrs kyrka.
Socknens areal är 77,77 kvadratkilometer varav 74,0 land. År 2000 fanns här 10 400 invånare.

## Administrativ historik
Socknen har medeltida ursprung. 
Vid kommunreformen 1862 övergick socknens ansvar för de kyrkliga frågorna till Starrkärrs församling och för de borgerliga frågorna bildades Starrkärrs landskommun. Landskommunen utökades 1952 och uppgick 1974 i Ale kommun. Församlingen uppgick 2008 i Starrkärr-Kilanda församling.
1 januari 2016 inrättades distriktet Starrkärr, med samma omfattning som församlingen hade 1999/2000.
Socknen har tillhört län, fögderier, tingslag och domsagor enligt vad som beskrivs i artikeln Ale härad. De indelta soldaterna tillhörde Västgöta regemente, Barne kompani och de indelta båtsmännen tillhörde Västergötlands båtsmanskompani..

## Geografi och natur
Starrkärrs socken ligger norr om Göteborg med Göta älv i väster och Alefjäll i öster. Socknen har odlingsbygd i dalar som omges av skogsbygd och bergplatåer. Socknens västra del utgörs av tätbefolkade områden längs Göta älv med E45 och Bergslagsbanan (numer Norge/Vänerbanan). Längs älvens biflöden, främst Hältorpsån med sitt sjösystem, finns jordbruksmarker. De största insjöarna är Grosjön som delas med Skepplanda socken i Ale kommun, Mollsjön som delas med Nödinge socken i Ale kommun och Bergums socken i Göteborgs kommun, Stora Sandsjön, Risbysjön och Hältorpssjön.
Öster om Alafors finns Risheds naturreservat som är ett kommunalt naturreservat och förvaltas av Västkuststiftelsen.
I Nol fanns förr ett gästgiveri. Äldsta samhället är bruksorten Alafors med spinneriet från 1855. Älvängen och Nol växte fram som stationssamhällen under 1800-talets andra hälft. Med etableringar av industrier under 1900-talet utvecklades även dessa båda orter till brukssamhällen. 1885-1948 fanns Ale härads tingshus i Älvängen.
I Häljered söder om Älvängen har man sedan 2001 byggt Ale vikingagård, en rekonstruktion av en stormannagård från vikingatiden med tidsenlig teknik.

## Fornlämningar
Boplatser och tolv hällkistor från stenåldern är funna. Från bronsåldern finns gravrösen och skålgropsförekomster. Från järnåldern finns fem gravfält och domarringar.

### Äskekärrsskeppen
Under arbete med täckdikning i Äskekärr norr om Alafors 1933, hittades ett vikingatida skepp, benämnt Äskekärrskeppet. Det visade sig vara en knarr i ek. Stävarna hade gått förlorade, i helt skick skulle den ha varit 16 m lång. Segelskeppet för fraktfart är daterat till 930-talet. På masten har hittats runor från den äldre runraden som slutade att användas på 700-talet. Vikingaskeppet som är ett av få bevarade finns utställt på Göteborgs stadsmuseum. Sällskapet Vikingatida Skepp i Göteborg byggde 1994 en rekonstruktion, döpt till Vidfamne.
Vid sökning i början på 1990-talet efter ett förmodat vikingatida skeppsfynd några hundra meter norr om Äskekärrsskeppet, som gjorts på 1950-talet men därefter glömts bort, hittades i stället ännu ett fartyg, Äskekärr II, några hundra meter söder om ursprungliga Äskekärrsskeppet. Vid provgrävning 1994 visade sig det nya skeppsfyndet vara nio meter långt och bedömdes vara omkring hundra år yngre än första skeppet.

## Befolkningsutveckling
1810 uppgick befolkningen till 1 422 invånare. Sedan dess har befolkningen stadigt ökat decennium för decennium. 1990 hade socknen 9 594 invånare.

## Namnet
Namnet skrevs 1415 Starker och kommer från kyrkbyn. Namnet innehåller starr och kärr syftande på kärrmark vid kyrkbyn.
Före 10 april 1907 skrevs namnet Sterrkärrs socken.